# Triple saut féminin à la Ligue de diamant 2011
Le concours du triple saut féminin de la Ligue de diamant 2011 se déroule du 15 mai au 16 septembre 2011. La compétition fait successivement étape à Shanghai, Eugene, Oslo, Paris, Stockholm et Londres, la finale ayant lieu à Bruxelles peu après les Championnats du monde de Daegu.

## Calendrier
| Date              | Meeting             | Ville     | Pays        |
| ----------------- | ------------------- | --------- | ----------- |
| 15 mai 2011       | Golden Grand Prix   | Shanghai  | Chine       |
| 4 juin 2011       | Prefontaine Classic | Eugene    | États-Unis  |
| 9 juin 2011       | Bislett Games       | Oslo      | Norvège     |
| 8 juillet 2011    | Meeting Areva       | Paris     | France      |
| 29 juillet 2011   | DN Galan            | Stockholm | Suède       |
| 5-6 aout 2011     | London Grand Prix   | Londres   | Royaume-Uni |
| 16 septembre 2011 | Mémorial Van Damme  | Bruxelles | Belgique    |

## Résultats
| Date | Meeting   | 1er                             | 1er   | 2e                             | 2e    | 3e                             | 3e    |
| --- | --------- | ------------------------------- | ----- | ------------------------------ | ----- | ------------------------------ | ----- |
| 15 mai 2011 | Shanghai  | Yargelis Savigne 14,41 m        | 4 pts | Li Yanmei 14,35 m (PB)         | 2 pts | Olga Rypakova 14,15 m          | 1 pt  |
| 4 juin 2011 | Eugene    | Olha Saladukha 14,98 m (WL, MR) | 4 pts | Blessing Ufodiama 14,06 m (PB) | 2 pts | Anna Pyatykh 13,98 m (SB)      | 1 pt  |
| 9 juin 2011 | Oslo      | Yargelis Savigne 14,71 m        | 4 pts | Olha Saladukha 14,71 m         | 2 pts | Mabel Gay 14,31 m              | 1 pt  |
| 8 juillet 2011 | Paris     | Yargelis Savigne 14,99 m (WL)   | 4 pts | Olha Saladukha 14,81 m         | 2 pts | Olga Rypakova 14,48 m (SB)     | 1 pt  |
| 29 juillet 2011 | Stockholm | Olha Saladukha 15,06 m          | 4 pts | Yargelis Savigne 14,87 m       | 2 pts | Caterine Ibargüen 14,83 m (AR) | 1 pt  |
| 5-6 aout 2011 | Londres   | Olha Saladukha 14,80 m          | 4 pts | Olga Rypakova 14,49 m          | 2 pts | Dana Veldáková 14,48 m (SB)    | 1 pt  |
| 16 septembre 2011 | Bruxelles | Olha Saladukha 14,67 m          | 8 pts | Mabel Gay 14,58 m              | 4 pts | Olga Rypakova 14,49 m          | 2 pts |
| Records et Performances - AR : Record continental (area record) - CR : Record des championnats (championship record) - MR : Record du meeting (meet record) - NR : Record national (national record) - OR : Record olympique (olympic record) - PR : Record paralympique (paralympic record) - PB : Record personnel (personal best) - SB : Meilleure performance personnelle de la saison (season's best) - WL : Meilleure performance mondiale de l'année (world leader) - WJR : Record du monde junior (world junior record) - WR : Record du monde (world record) Circonstances et Conditions - DNF : N'a pas terminé (did not finish) - DNS : N'a pas pris le départ (did not start) - DQ : Disqualification (disqualification) - NM : Aucun essai valable enregistré (No Mark) - Q : Qualifié « directement » au prochain tour (ou à la prochaine compétition), lors d'une compétition majeure, grâce au classement ou à la réalisation des minima (automatic qualifier) - q : Qualifié au prochain tour (ou à la prochaine compétition), lors d'une compétition majeure, grâce au repêchage ou à la réalisation de l'une des meilleures performances parmi celles des « non qualifiés directement » (grâce au meilleur temps ou à la meilleure distance par exemple) (secondary qualifier) |           |                                 |       |                                |       |                                |       |

## Classement général
- Classement final[1] :

| Rang | Athlète        | Points |
| ---- | -------------- | ------ |
| 1    | Olha Saladukha | 24     |
| 2    | Olga Rypakova  | 6      |
| 3    | Mabel Gay      | 5      |